# 野坂茂三郎
野坂 茂三郎（のさか もさぶろう、万延2年2月11日（1861年3月21日） - 大正12年（1923年）5月7日）は、日本の政治家、実業家。衆議院議員、郡会議員、町会議員。中国貯蓄銀行頭取、米子銀行取締役。鳥取県平民。大地主。
元米子市長野坂寛治の父。

## 経歴
伯耆国米子法勝寺町（現鳥取県米子市法勝寺町）の商家に生まれた。屋号は油屋。野坂與八郎四男。
地方村夫子に従い漢学句読習字算術等の教授を受く。小学校設立に及び入校し或は豫科学所に入り勤学す。
明治10年（1877年）1月分家して一家を創立す。明治15年（1882年）呉服商をはじめて営む。明治17年（1884年）米綿仲買商を兼業した。
明治31年（1898年）3月実施された第5回総選挙で第三区から衆議院議員に当選した。後に寛治が、このときの選挙費用が買収も併せておよそ三千余百円だったと書いている。鳥取県全体では第一区から石谷伝四郎、第二区から西谷金蔵が当選した。
しかし同年8月第6回選挙が行われ彼に代わって門脇重雄が当選した。
大正初年以来朝鮮京畿道に八十三町歩の干潟地開墾事業（野坂農場）を起し寛治などが監督に当り、工事はしだいに進んだが、大正10年（1921年）茂三郎はその指揮中に病気で倒れた。しかも、開墾事業は資金不足のため中途で放棄され野坂家は没落の道を辿ることになった。

## 人物像
茂三郎は、明治期における米子商人を代表するひとりだが、商売で才腕をふるう一方道楽に凝り、政治や事業に私財を投じた点で坂口平兵衛やのちの三好栄次郎などと相通ずる米子商人の気質が窺える。
『明治人名辞典Ⅱ 下巻』（底本･『日本現今人名辞典（明治三三年）』） のノ十に、｢君は鳥取縣の人にして油屋と稱し人参製造代辧業兼呉服太物商を營み方今株式會社米子銀行及び同中國貯蓄銀行取締役、同米子米綿取引所理事等の任に在り（所六六圓餘、營一三七圓餘、伯耆國西伯郡米子町法勝寺町）｣とある。

## 家族 親族

### 野坂家
（鳥取県米子市法勝寺町）
- 父・與八郎[3]（鳥取県平民[5]）
- 姉・つね[3]
- 弟

吉五郎（実業家、政治家） - 洋食のレストラン“十字屋”経営主野坂康久の養父
慶応2年（1866年）9月 - 没
康二（実業家）
明治10年（1877年）4月生 - 没
- 同妻・政子（千葉県士族、海軍少将本山漸三女）

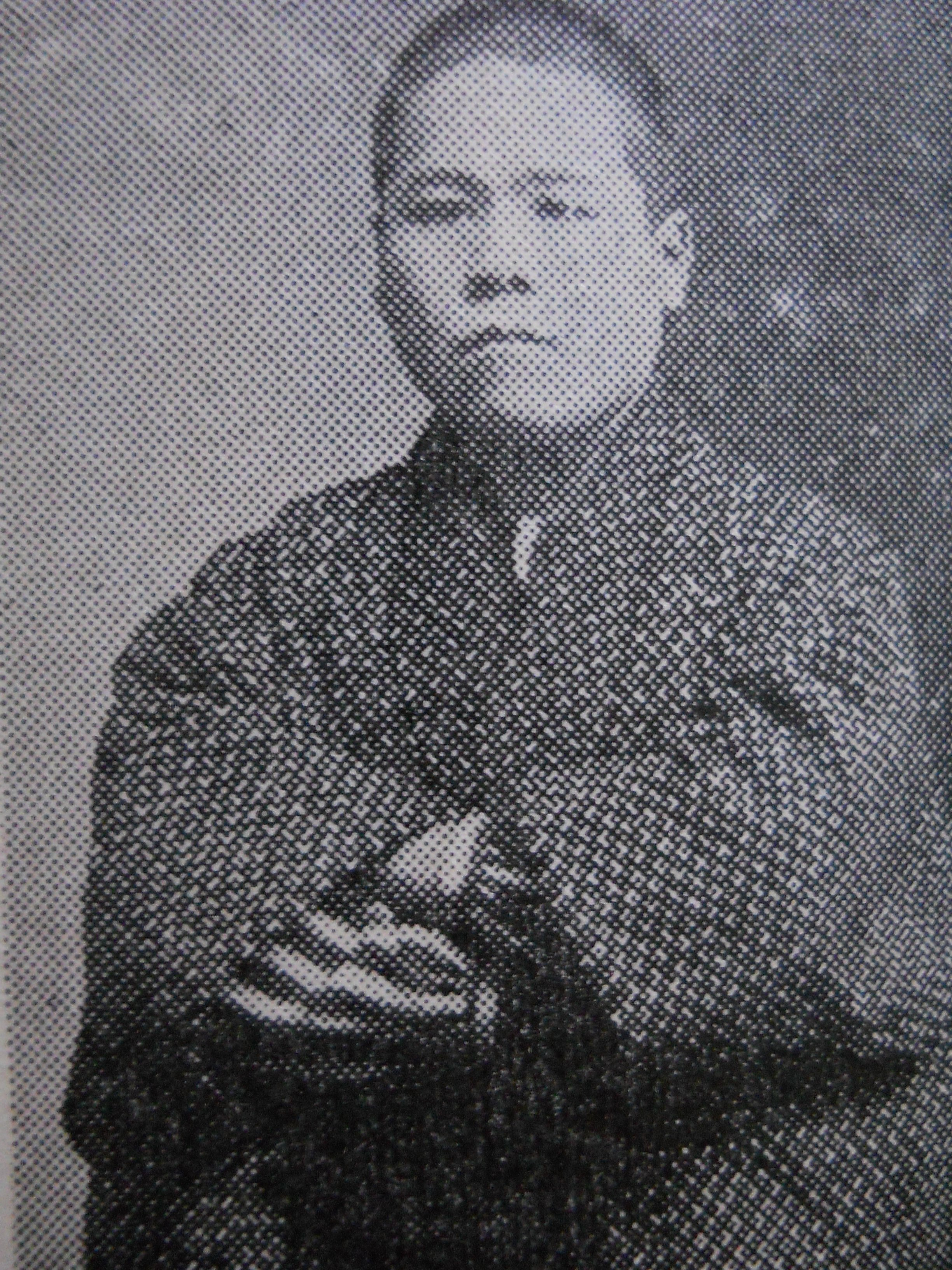
野坂寛治
（青年の頃）

- 妻・たみの（鳥取県平民、村上常三二女[2]）

明治元年（1868年）8月生 - 没
- 男

寛治（政治家・米子市長）
明治22年（1889年）5月生 - 昭和40年（1965年）没
- 同妻・ノブ（島根県平民、石橋孫八孫）

明治28年（1895年）9月生 - 没
淳蔵
明治25年（1892年）2月生 - 没
三郎
明治32年（1899年）8月生 - 没
- 女

とし子（島根県平民、奥野仁兵衛弟政次郎に嫁す）
明治18年（1885年）11月生 - 没
嘉女子（元島根県松江市教育委員長、松江市議会議長松本美行の妻）
明治39年（1906年）7月生 - 没

## 資料

### 西伯郡の大地主
明治35年（1902年）2月の『鳥取県伯耆国一円地価所得税詳覧』によって、米子町を含む西伯郡の地価一万円以上の大地主をみると以下のとおりである。彼等は当時の経済的実力者で、その多くは、質屋を営み、銀行に投資し、商業に従事し、あるいは各種会社の役員を兼ねるなど多面的な経済活動をしていた。
米子・坂口平兵衛（七万二千八百一円）
三好栄太郎（五万六千二百六円）
名島嘉吉郎（四万七千六百七十七円）
益尾吉太郎（四万七千七百五十四円）
所子・門脇篤慶（三万六千八百十八円）
米子・松村吉太郎（三万六千百四十六円）
所子・門脇元右ェ門（三万三千七百一円）
日吉津・石原以波保（二万八千六百八十八円）
大幡・仲田兵一郎（二万七千六百七十八円）
米子・木村吉兵衛（二万四千五百九十六円）
大高・船越弥一郎（二万千三百三円）
渡・庄司廉（一万九千九百四十六円）
福米・本生芳三郎（一万八千二百二十一円）
逢坂・橋井富三郎（一万五千七百八十六円）
天津・植田豊三郎（一万五千七百八十六円）
米子・野坂茂三郎（一万五千七十八円）
御来屋・中川藤吉（一万四千百四十三円）
淀江・吹野三右ェ門（一万二千九百二十円）
米子・益尾徳次郎（一万二千二百三十九円）
富益・永見億次郎（一万千八百二十円）
米子・大谷房太郎（一万千六百二十六円）
境・荒木徳三郎（一万千二百七十八円）
庄内・国谷享（一万千九百円）
米子・杵村善市（一万千四十一円）
近藤ナオ（一万九百九十円）
法勝寺・千代清蔵（一万八百八円）
淀江・泉頭宇三郎（一万七百五十二円）
大幡・矢田貝平重（一万六百十五円）
大山・椎木多四郎（一万九十八円）
賀野・岡田平次郎（一万二千九百二十円）

### 大正5年（1916年）の地主層
この年度における米子町の地価1000円以上の地主名を挙げると次の通りである。30000円～35000円の部に野坂茂三郎の名前がみえる。
- 1000円～2000円の部[12]

八幡貞蔵、森尾甚太郎、大塚誠太郎、三好豊吉、渡辺幸四郎、隠岐村初太郎、野坂吉五郎、末好和三、小倉延衛、住田半三郎、今井兼文、富長為太、勝田伝六、久山義英、植田兼蔵
- 2000円～3000円の部[12]

神庭政七、亀尾定右衛門、亀尾伝三郎、藤谷喜三郎、天野芳太郎、井田虎次郎、有本松太郎、渡辺慶太郎、船越正蔵
- 3000円～4000円の部[12]

黒田繁夫、天満徳太郎、田中庄次郎、篠原義一、村上常三、長田吉太郎、小西芳太郎、中村藤吉、門脇孝一、津田宗一郎、広戸藤次郎
- 4000円～5000円の部[12]

砂田竹太郎、坂江まつの
- 5000円～7000円の部[12]

小坂市太郎、森久太郎、野波令蔵、松浦常太郎
- 7000円～10000円の部[12]

大谷房太郎、平野万寿子、石賀善五郎
- 10000円～15000円の部[12]

田村源太郎、近藤なお、益尾徳次郎、杵村喜市、船越作一郎、稲田秀太郎
- 15000円～20000円の部[12]

木村吉兵衛
- 20000円～25000円の部[12]

三好栄次郎、後藤快五郎
- 30000円～35000円の部[12]

野坂茂三郎
- 35000円～45000円の部[12]

益尾吉太郎
- 70000円～100000円の部[12]

名島嘉吉郎
- 100000円以上の部[12]

坂口平兵衛

## 関連
- 鹿島家
- 門脇重雄
- 野坂寛治
- 野坂康久
- 野坂吉五郎
- 坂口平兵衛 (初代)
- 中国貯蓄銀行
- 米子銀行